# Eleições presidenciais no Chile em 1970
A eleição presidencial no Chile em 1970 foi realizada em dois turnos; um direto e outro indireto. O candidato do Partido Socialista, Salvador Allende, obteve uma maioria estreita (36,6% dos votos) no pleito de 4 de setembro. Por não ter obtido a maioria absoluta dos votos, sua eleição exigiu um segundo turno, realizado em 24 de outubro, no qual os membros do Congresso Nacional decidiriam se ele ou o segundo candidato mais votado iria tomar posse, de acordo com a Constituição de 1925, então vigente no país. 
Mais de 150 parlamentares (78,46% do Congresso) votaram a favor de Allende.

## Campanha
Tanto a CIA quanto a KGB gastaram significativa quantia de dinheiro para influenciar o resultado da eleição. A CIA, entretanto, não forneceu dinheiro para nenhum candidato, como havia feito durante o pleito de 1964; ao contrário, se focou em propaganda antiAllende, gastando cerca de 425.000 dólares. O dinheiro foi utilizado em uma "campanha de medo" composta por pôsteres e panfletos ligando a vitória de Allende com a violência e a repressão vigentes na União Soviética. Editoriais e reportagens reforçando esta comparação foram escritos sob orientação da CIA e publicados em jornais como o El Mercurio e disseminados pela mídia nacional. A meta era contribuir com a polarização política e pânico financeiro do período. Além da propaganda, a CIA também tentou causar um racha no Partido Radical, para que se afastasse da coalizão da Unidade Popular. A campanha da CIA foi muito ineficiente. O diretor da CIA à época, Richard Helms, queixou-se de que a Casa Branca ordenou que ele "derrotasse alguém com nada".
Os gastos com a verba da KGB foram mais precisos. Allende pediu dinheiro soviético a seu contato pessoal na KGB, o agente Svyatoslav Kuznetsov, que saiu da Cidade do México em direção ao Chile com urgência para ajudá-lo. A quantia inicial de dinheiro que a KGB enviou para estas eleições foi de US$400.000, além de subsídio adicional de 50.000 dólares. Acredita-se que a ajuda da KGB foi um fator decisivo, uma vez que Allende venceu o pleito por uma margem apertada de 39 mil votos (em um total de 3 milhões). Após as eleições, o então diretor da KGB, Yuri Andropov obteve permissão do Comitê Central do Partido Comunista da União Soviética para que fosse enviado uma quantia adicional a fim de garantir a vitória de Allende no Congresso. Em seu pedido, em 24 de outubro, afirmou que a KGB "realizará as medidas destinadas a promover a consolidação da vitória de Allende e sua eleição ao posto de Presidente do país".
Após a vitória de Allende, o então presidente estadunidense, Richard Nixon, teria ficado enfurecido com o fracasso das ações secretas da CIA.

## Resultado

### Votação popular
| Candidato                  | Partido/Coalizão                               | Votos     | %                      | Resultado              |
| -------------------------- | ---------------------------------------------- | --------- | ---------------------- | ---------------------- |
| Salvador Allende           | Unidade Popular (PS PCC,PR,PSD,MAPU,API,USOPO) | 1.075.616 | 36,63%                 | Decisão no Congresso   |
| Jorge Alessandri Rodríguez | Independente (PN,DR)                           | 1.036.278 | 35,29%                 | Decisão no Congresso   |
| Radomiro Tomic             | Partido Democrata Cristão(PDC,PDN)             | 824.849   | 28,09%                 |                        |
| Total de votos válidos     |                                                | 2.936.743 | 100,00%                |                        |
| Votos em branco            |                                                | 7.861     | 0,27%                  |                        |
| Votos nulos                |                                                | 18.139    | 0,61%                  |                        |
| Total de votos             |                                                | 2.962.743 | 100,00%                |                        |
| Eleitores registrados      |                                                | 3.539.747 | 83,70% de participação | 83,70% de participação |

### Votação no Congresso
| Candidato                  | Partido/Coalizão | Votos | %                      | Resultado              |
| -------------------------- | ---------------- | ----- | ---------------------- | ---------------------- |
| Salvador Allende           | Unidade Popular  | 153   | 78,46%                 | Eleito                 |
| Jorge Alessandri Rodríguez | Partido Nacional | 35    | 17,95%                 |                        |
| Votos em branco            |                  | 7     | 3,59%                  |                        |
| Total de votos             |                  | 195   | 100,00%                |                        |
| Eleitores ausentes         |                  | 5     | 2,50%                  |                        |
| Eleitores                  |                  | 200   | 97,50% de participação | 97,50% de participação |
| Fonte:                     |                  |       |                        |                        |